# گیورگیس یکم
گوارگیس یکم (به انگلیسی: Giwargis I of Seleucia-Ctesiphon) یا مار گیوارگیس یکم (جرج) Mar Gewargis/Georges I, (George)، پدرسالار کلیسای مشرق از ۶۶۱ تا زمان مرگ در سال ۶۸۰ میلادی بود. او اهل بیت گارمه (امروزه در اطراف شهر کرکوک در شمال عراق) بود و در صومعه بث آبه راهب بود. در سال ۶۷۶ گوارگیس یک مجمع مهم در جزیره دیرین Dirin «بث قطریه» که توسط مسیحیان به منطقه شمال شرقی آفریقا گفته می‌شد، برگزار کرد. این منطقه از زمان سلف گوارگیس یکم شاهد مشکلات و شکاف بزرگی بود (که شاید هنوز در پس زمینه این سینود طنین انداز بود). گزارش و قوانین سینود در سینودیکون شرقی محفوظ است. قوانین به موارد زیر می‌پردازند: اهمیت موعظه، به ویژه در روزهای اعیاد (شماره ۱). نظم و انضباط کلیسا، جایگاه مناسب راهبان، و تقسیم بهتر بین وظایف روحانیون و غیر مذهبی‌ها (شماره‌های ۲–۸، با شماره ۶ با تمرکز بر نقش کلیسا در حوزه قضایی). قوانین سختگیرانه برای بنات قیامه (شماره ۹)، روحانیت و بص bps. (شماره ۱۰–۱۱)، راهبان (شماره ۱۲)، عبادت (شماره ۱۵)، و تشییع جنازه (شماره ۱۸). سوء استفاده و رفتار سهل‌آمیز در رابطه با ازدواج (شماره‌های ۱۳، ۱۴، و ۱۶؛ با هشدارهایی در مورد پیوند بین زنان مسیحی و «مشرکان»، اصطلاحی که ممکن است شامل مسلمانان و همچنین علیه تعدد زوجات باشد). ممنوعیت نوشیدن شراب با یهودیان در میخانه‌های یهودی، به ویژه پس از عبادت مسیحی (شماره ۱۷). و احترام به دلیل بص bps. (شماره 19).
در دوران پدرسالاری مار گیوارگیس اول، خلیفه اموی معاویه از پدرسالار طلا خواست. پدرسالار نپذیرفت و به زندان افتاد. مسیحیان مورد آزار و اذیت قرار گرفتند و کلیساهای آنها ویران شد.

## در ارتباط با ازدواج در سینود ۶۷۶
Canon XIII. - اینکه زن بدون رضایت پدر و مادرش با مرد وصلت کند و نه دخالت صلیب مقدس و روحانی که برکت می‌دهد جایز نیست. - زنانی که ازدواج را تجربه نکرده‌اند و در خانه والدین خود نامزد شده‌اند، باید طبق شریعت مسیحی، طبق عرف مؤمنان، نامزد شوند.
Canon XIV. — که شایسته نیست زنان مسیحی با مشرکان ازدواج کنند* - زنانی که زمانی به مسیح ایمان آورده‌اند و می‌خواهند زندگی مسیحی داشته باشند، باید با تمام قوا از ازدواج با مشرکان محافظت کنند، زیرا اتحاد با آنها عاداتی را برخلاف ترس از خدا در آنها ایجاد می‌کند و اراده آنها را به سکون می‌برد. - بنابراین، اجازه دهید زنان مسیحی مطلقاً از زندگی با مشرکان اجتناب کنند. و هر کس جرئت انجام این کار را داشته باشد، به قول خداوند ما از کلیسا و از تمام افتخارات مسیحی حذف شود.
XVI شانزدهم - از کسانی که خود را نجس می‌کنند و با گرفتن دو زن از قانون مسیحیت تخطی می‌کنند. - کسانی که در صفوف مؤمنان ثبت نام می‌کنند باید از سنت بت پرستان دو زن گرفتن فاصله بگیرند و با دقت از آنچه در قوانین محکوم است محافظت کنند، زیرا آنها یک بار در غسل تعمید مسیح تقدیس شده‌اند و از کار ناپاکی که در میان مردمان بیگانه با ترس از خدا انجام می‌شود جدا شده‌اند. به این ترتیب، به راستی که با رعایت قوانین ترس از نام او، غضب خداوند بر آنها چند برابر می‌شود. پس اگر مردانی هستند که در حماقت خود این را تحقیر می‌کنند و علاوه بر همسر قانونی خود جرئت می‌کنند دیگران را از راه دور اعم از آزاد یا برده به نام صیغه یا غیر آن ببرند و اگر اخطار داده شده‌اند که از عمل ناپاک خود برگردند، اطاعت نکنند یا اگر قول اصلاح خود را بدهند و این کار را نکنند، باید به حکم خداوند ما از همه شرافتشان محروم شوند.